# Sarati írás
A sarati (vagy "Rúmil betűi") egy a Tolkien által kitalált írásfajták közül. Tolkien feltehetőleg az 1910-es évek végén találta ki ezt az írást.
A történetek szerint Tirioni Rúmil fejlesztette ki Valinorban, ám a tengwar elterjedésével mégis egyre inkább háttérbe szorult, talán a bonyolultságából kifolyólag. Tolkien két másik ábécéjével (tengwar, cirth) ellentétben Rúmil betűit több különböző irányba írták: legtöbbször fentről le, jobbról balra, balról jobbra.
Mint az a később kialakult tengwarban is megfigyelhető, Rúmil betűi is mássalhangzókat jelölnek, a magánhangzókat ugyanúgy „tehták” jelölik, mint a tengwarban. Függőleges írásmód alkalmazása során a magánhangzó legtöbbször a mássalhangzó bal oldalára kerül, vízszintesen pedig legtöbbször a mássalhangzó fölé.

## Előzmények
Miközben Tolkien arra törekedett, hogy olyan világot teremtsen, amely hitelesnek hat, rájött, hogy ehhez ki kell találnia a nyelvekhez tartozó írásrendszereket. Perfekcionista lévén pedig elismerte, hogy egy teljes értékű írásrendszer nem jelenhetett meg csak úgy a semmiből. Ezért nekilátott, hogy a tündék, valamint az emberek és a törpök számára egy sor olyan írásmódot hozzon létre, amelyek bizonyos fokú fejlettségre és továbbfejlődésre utalnak. Az első írás a tündék számára a sarati volt, amelyből végül Fëanor révén a tengwar keletkezett.
Az Arda első írásrendszereként ismert saratit a noldori krónikás, valinori Rúmil találta fel az Első Kor 1169-es valiániai évében. Ő volt az, „aki először jutott el a beszéd és az ének rögzítésére alkalmas jelekhez.” Az írásrendszer hivatalos neve sarati, mivel az írás minden egyes betűje egy „sarat”-ot jelöl. Tolkien azonban néha „Rúmil betűinek” (tünde nyelven Rúmil tengwar-ja) nevezte az írásrendszert, ahol a tengwar szó quenya nyelven „betűket” jelent.
Miután Tolkien megnősült és asszisztensi állást kapott az oxfordi angol szótár munkatársaként, naplót kezdett vezetni, amelyet kizárólag „Rúmil betűivel” írt. Olyan írásrendszerként jellemezte, amely úgy néz ki, mint „a héber, a görög és a Pitman gyorsírás keveréke”.

## Leírása

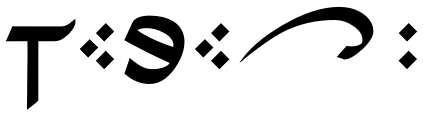
A „Sarati” szó leírva az írásrendszer jeleivel, balról jobbra, az „a” betű egyértelműen látható. Általában az „a”-t nem jelölik, így ez egy abugida írás, amelyben minden jelöletlen mássalhangzó után egy „a” hangot kell ejteni

Minden egyes jel egy mássalhangzót jelöl, míg a magánhangzókat mellékjelek (a tengwarban ezeket tehtáknak nevezik) jelölik. A sarati írás vízszintes formájában a magánhangzójeleket balra írják, ha a magánhangzó a mássalhangzók előtt, illetve jobbra, ha a mássalhangzók után következik. Függőleges változatban a magánhangzókat ugyanezen elv szerint írják a mássalhangzók fölé és alá. Tolkien szerint a mássalhangzókat kiemelkedőbbnek tartották a magánhangzóknál, azokat csupán módosítójelnek tekintették. Ha a saratival quenya nyelven akartak írni, az „a” hang jelét általában elhagyják, mivel ez a leggyakoribb magánhangzó a nyelvben. Eszerint a sarati egy abugida, amelynek kezdőhangja az „a”.

### Mássalhangzók
A mássalhangzókat a sarati elsődleges karaktereiként hozta létre az alkotó. A magánhangzók szerepe másodlagos volt, és a mássalhangzók kiemelésére használták őket. A mássalhangzók, jobban, mint a magánhangzók, a szövegekben különböző formában jelennek meg. Csak néhány kijelölt sarati betű alakja állandó, és csak kis mértékben változik. Az alakok változásai leginkább Tolkien folyamatos munkájának tulajdoníthatók az írásmód fejlesztésében.

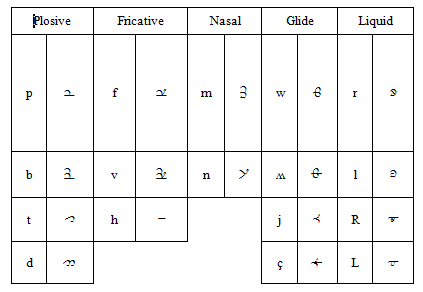
A sarati írás mássalhangzói

### Magánhangzók
Mint fentebb említettük, a magánhangzók szerepe az volt, hogy nyelvileg és esetleg formailag is kiemeljék az írásrendszer mássalhangzóit. Ezért a magánhangzók a sarati ábécében a mellékjelek szerepét töltik be, amelyeket a mássalhangzó előtt vagy után lehet kiejteni. A magánhangzókra utaló jelek gyakran megkettőzhetik a hangot is, vagy jelezhetnek egy mellette álló „sz”-t vagy egy megelőző nazális hangot. Bár a magánhangzók elemei lényegesen ritkábban változnak, mint a mássalhangzóké, az évek során a magánhangzók jelölése is jelentős változásokon mentek keresztül a sarati ábécében.

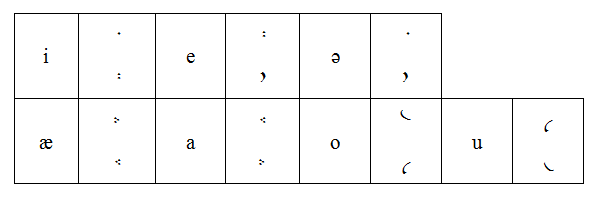
A magánhangzók

## Jellemzői
Mivel a sarati az eldek számára készült, akik kétkezesek voltak, az írást lehet jobbról balra; balról jobbra; fentről lefelé, jobbról vagy balról lefelé; vagy "ökörszántásban" (oda-vissza) írni. Amikor jobbról balra írtak, a bal kézzel írtak, míg amikor balról jobbra, akkor a jobb kézzel. Ez megakadályozta a tinta véletlenszerű elkenődését, és lehetővé tette, hogy az író lássa, mit írt éppen. Mivel a Sarati egy régebbi írásrendszert hivatott jelképezni, az a megkülönböztető tulajdonsága, hogy több irányba is írható, a valódi ősi írásformákat hivatott tükrözni, amelyek kevésbé merev természetükről ismertek.

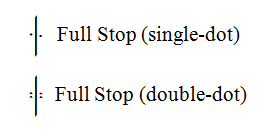
A sarati ábécé két írásjele

Míg betűkből sokat hozott létre az alkotó, a sarati csak két írásjelet (mindkettő az adott szövegrész lezárására szolgál) használt, amelyeket rendszeresen használnak a szövegekben.
Tolkien a sarati írásrendszer mellett létrehozta a rúmiliai számok rendszerét is.

## Képek

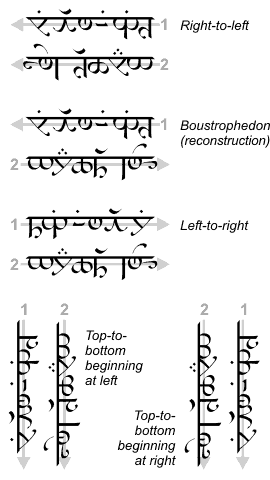
A sarati ábécé írásirányai
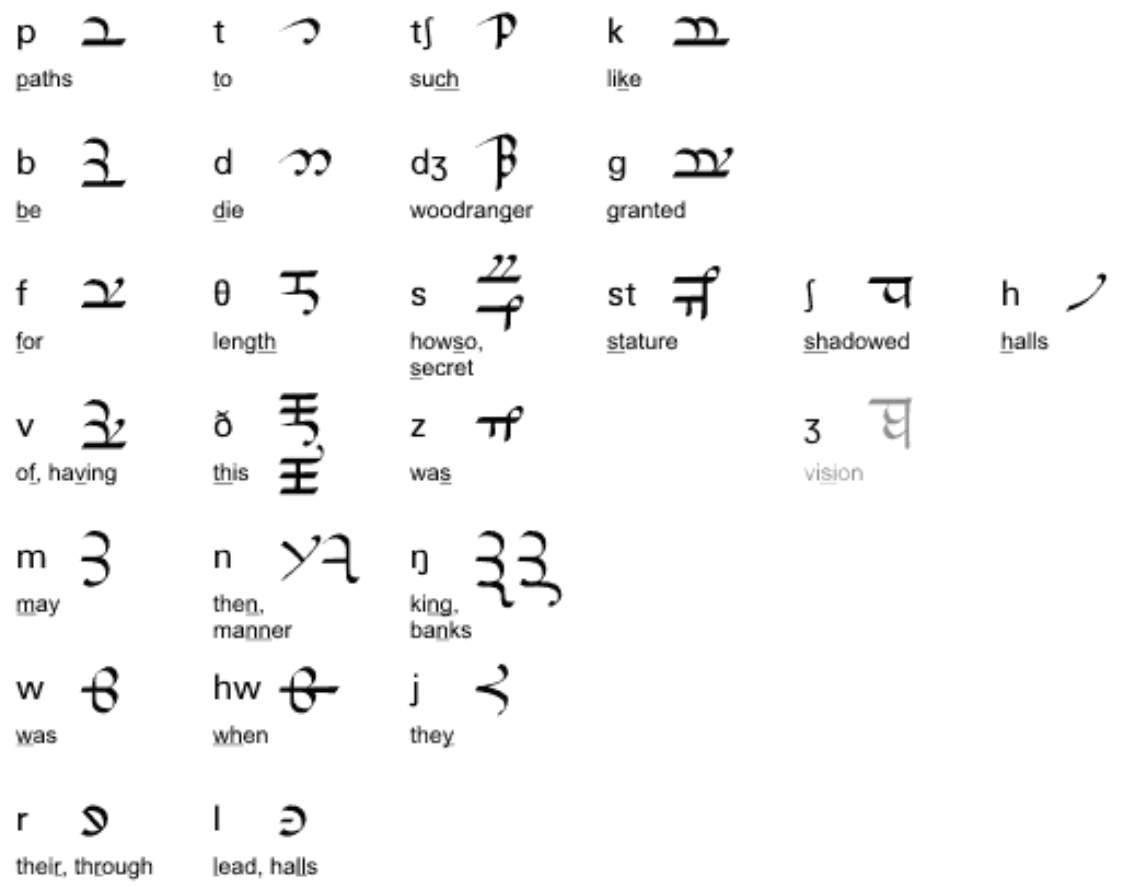
A sarati korai formájának mássalhangzói
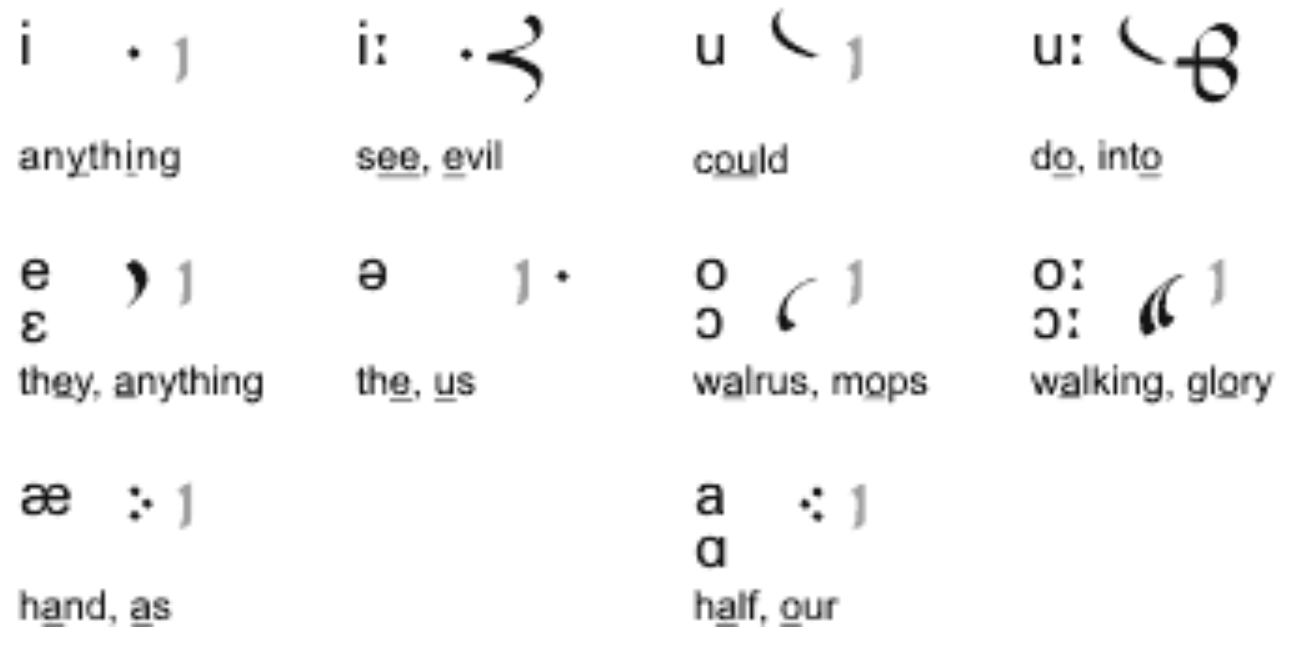
A sarati írás magánhangzói (kései változat)
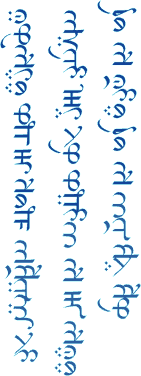
Rúmil, töredék Az elveszett mesék könyvéből (a sarati korai formája)